# Ґвен Волз
Ґвен Волз (англ. Gwen Walz; 15 червня 1966) — американська викладачка і адміністраторка державної школи. Вона є 39-ю і нинішньою першою леді Міннесоти як дружина губернатора Тіма Волза. У 2024 році її чоловіка було оголошено кандидатом у віце-президенти від Демократичної партії на виборах президента Сполучених Штатів.
До обрання свого чоловіка губернатором штату Міннесота Волз більше двох десятиліть працювала в системі державних шкіл вчителькою англійської мови. Її перша вчительська робота була в Альянсі, штат Небраска, де вона познайомилася зі своїм майбутнім чоловіком і колегою-педагогом Тімом Волзом. У 1996 році вони з Волзом переїхали до її рідної Міннесоти, де обоє викладали в державних школах Манкато. Вийшовши на пенсію та переїхавши до Сент-Пола, коли її чоловік став губернатором у 2019 році, вона стала єдиною першою леді в історії Міннесоти, яка мала офіс у Капітолії штату Міннесота. Волз тримає на контролі справи, дотичні до освіти, виправних установ і законодавства про контроль за зброєю.

## Ранні роки й освіта
Ґвен Віппл народилася в 1966 році в Ґленко, штат Міннесота, і виросла в Айвенго, штат Міннесота. Вона є донькою Вела та Ліннеї «Лінн» (уродженої Вакер) Віппл. Її батько працював вчителем фізкультури, а також тренером. Її мати працювала директором громадської освіти в шкільному окрузі. У неї є молодші сестри.
Вона отримала ступінь бакалавра мистецтв у коледжі Ґустава Адольфа та ступінь магістра в Університеті штату Міннесота.

## Кар'єра і громадське життя
Після закінчення коледжу Волз переїхала до західної Небраски та почала працювати вчителькою англійської мови. Від 2004 до 2018 року вона була координаторкою оцінювання державних шкіл району Манкато. Волз отримала додаткове призначення до Ауґсбурзького університету у 2019 році як спеціальна помічниця президента університету, працюючи двадцять годин на тиждень над різними проєктами, включно з тим, який допомагав навчати вчителів-іммігрантів зі Східної Африки. У 2019 році вона працювала над проєктами зв’язків з державними органами та кар’єр на державній службі для студентів Ауґсбурзького університету.
Разом зі своїм чоловіком Волз заснувала Educational Travel Adventures Inc., організацію, яка влаштовувала студентам щорічні поїздки до Китаю.
Волз стала першою леді Міннесоти після того, як її чоловік вступив на посаду губернатора в 2019 році. Вона брала активну та публічну роль у формуванні державної політики. Волз виступала з публічними промовами на користь відновлення виборчих прав засуджених злочинців, що зробила Міннесота за правління її чоловіка в 2023 році, і виступала за закон про контроль над зброєю. Вона єдина перша леді Міннесоти, яка має офіс у Капітолії штату Міннесота. Волз керує портфелем політики, включно з освітою та виправними установами.
У 2024 році її чоловіка було оголошено кандидатом у віце-президенти від Демократичної партії на виборах президента Сполучених Штатів у 2024 році.
Волз належить до правління Спеціальних Олімпійських ігор США 2026 року.

## Особисте життя
Волз є лютеранкою. Вона вийшла заміж за Тіма Волза 4 червня 1994 року, коли обоє працювали вчителями. Вона пройшла внутрішньоматкове запліднення та у 2001 році народила першу дитину, Гоуп; їхній син Ґас народився в 2006 році.

## Зовнішні посилання
- Публікації на C-SPAN